# BOYS AND MEN 栄第七学園男組
『BOYS AND MEN 栄第七学園男組』（ボーイズ・アンド・メン さかえだいなながくえんおとこぐみ）は、CBCラジオで放送されているワイドラジオ番組。『栄第七学園』、『第七学園』などと略される。2014年3月31日から毎週月曜日の22時から翌0時00分の時間帯に放送されている。2019年9月30日より、月曜日から金曜日までの同時間帯のワイド番組枠『チュウモリ』内のプログラムとなる。CBCラジオの所在地である名古屋市、および放送エリアである中京広域圏（東海地方）を活動拠点とする男性グループ、BOYS AND MENの冠番組である。

## 概要
CBCラジオでは2000年9月まで、後述する放送時間帯に『本気汗』という生ワイド番組が放送されていたが、2000年10月にTBSラジオ制作の『BATTLE TALK RADIO アクセス』の同時ネットを開始し、それ以降、CBCラジオではこの時間帯における自社制作による生ワイド番組を制作・放送していなかった。2014年4月の番組改編より、リスナーのターゲットを10代に転換し、月曜日にこの番組が編成されることになった。この時間帯でのCBCラジオによる自社制作の生ワイド番組は14年ぶりとなる。
この番組は、2012年4月から2014年3月まで放送されていた『0時のつぶやき』2部の火曜日『BOYS AND MENの栄第七学園男組』を放送曜日・放送枠を移動したうえで、放送時間をこれまでの30分から150分に拡大し、さらに充実を図ったもの。「名古屋市・栄にある（架空の）高校『第七学園』の中にある、イケメンなのに落ちこぼれが集まる『男組』の生徒たち（BOYS AND MEN）が、東海地方を元気にするために日々活動していく」という設定である。『第七学園』という名称は、BOYS AND MENのオリジナルミュージカル作品に由来している。

放送開始当時（2014年頃）は、曜日が違うが同じ時間枠を担当する永岡歩（CBCアナウンサー・担当番組『ナガオカ×スクランブル』）と河原崎辰也（担当番組『河原崎辰也 いくしかないだろう!』）とともに、『夜の三銃士』という名称がつけられていた。（この名称は、放送開始頃に放送されていた各番組のCMでも使用されていた）
番組内では、投稿者のラジオネームを「ヤンキーネーム」としている。
番組開始時から2019年4月初週までの間は、リアルタイムでの情報発信にGoogle+、通称「ぐぐたす」を用いた。2019年4月にその個人向けサービスが終了した後は、番組公式のTwitterアカウントを開設して情報発信の場をTwitterに移行した。ラジオ番組であるが、リアルタイムでの写真の更新や動画の配信があり、出演者は必ずBOYS AND MENの基本スタイルである学ランの衣装を着用している。

## 放送時間
現在
- 月曜 22:00 - 24:00（月曜 22:00 - 翌日 0:00､2022年3月28日 - ）

月曜日に『CBCドラゴンズナイター』があり、中継が延長した場合は、通常は20時台の番組である『AKB48 今夜は帰らない…』（20:00 - 20:30）と『しろくじちゃんが寝る前にほめるラジオ』（20:30 - 21:00）を中継終了後に繰り下げて放送（通常21時台の番組は休止）を行い、そのあとから開始となる。
過去
- 月曜 22:00 - 24:30（月曜 22:00 - 翌日 0:30､2014年3月31日 - 2022年3月21日）

特別放送
- 2014年12月29日は「年末終業式SP ナンバーワンは誰だ!? 大カラオケバトルロワイヤル」と題し、21:00 - 21:30と22:00 - 25:00（30日1:00）の拡大放送を行った[6]。この放送はUstreamにて映像を交えた同時放送も行われた。
- 2015年12月28日は、21:00 - 21:30に「ザコ共和国」（#Ustream参照）による「ザコ共和国 国営放送」、22:00 - 25:00（29日1:00）に「栄第七学園男組 カラオケ紅白歌合戦 〜社長、それまだ言っちゃダメなやつです。〜」の二部構成での特番を放送[7]。前年と同じくUstreamにて映像を交えた同時放送も行われた。

## 出演者

### パーソナリティ
- BOYS AND MEN・
  - レギュラー組：田村侑久・辻本達規[注 2]・本田剛文・勇翔[注 3]・吉原雅斗・平松賢人[注 4]

『0時のつぶやき』時代は、内部ユニット・YanKee5の5名（から毎回3人）がレギュラー出演者であったが、当番組から弟分ユニット・誠の6名がレギュラーに加わった。メンバーの「レギュラー組」の中から週替わりで基本的には毎回3人が出演。リーダーの水野は学級委員という役割で毎週出演し進行役を担う。水野が不在の放送が増えてからは、主に本田や吉原などが学級委員代理として進行役を担う。毎週ごとの日直が、番組内容や告知のアナウンス、SNSの更新などを担当する。出演メンバー3人以外に「見学」という名目でスタジオにいるメンバーが一部コーナー出演や飛び入り出演をすることが常態化しており、2時間の間に3人しか出演しないというケースはほとんどない。
- 代打パーソナリティ

海外での仕事やライブ当日など、スケジュールの都合によりBOYS AND MEN全員が出演できないときに、所属事務所の後輩である弟分のBOYS AND MEN研究生、祭nine.、妹分のおとめボタンのメンバーが「代打パーソナリティ」を担当した。その最初のケースであった2018年5月は、数週にわたって「代打パーソナリティオーディション『天下一武道会』」を開催して、リスナー投票を含めた結果によってメンバーを選出した。

### その他の出演者
レギュラー出演者はあくまでもパーソナリティのBOYS AND MENのみであり、「準レギュラー」・「コーナーレギュラー」・「レギュラーゲスト」といった定義はないが、それらに相当する出演者を挙げる。
- 永岡歩

アイドルが大好きなCBCアナウンサー。この番組と同じ時間枠の火曜日から金曜日のワイド番組として始まった『ナガオカ×スクランブル』のパーソナリティ。番組初回のゲスト出演以降、頻繁に飛び入り出演をするなど、関わりが大きい。『ナガオカ×スクランブル』の通常の番宣スポットとは別に、本番組のみのBOYS AND MENに対してメッセージを送るスポットが放送されていた。
- 酒井直斗

名古屋市出身・在住の、BOYS AND MENと同世代のピン芸人。2016年に土田とお笑いコンビ「第七学園演芸部」を結成することになり、以後、コーナーレギュラーのような形で出演する。2017年1月2日の新春スペシャルで進行役を務めた。ただ2023年1月以降は、月曜に埼玉のFM NACK5『キラスタ』のパーソナリティを務めているため、ほとんど出演していない。
- 米谷恭輔（BOYS AND MEN研究生）

2017年5月に初出演。後輩グループは自分たちの宣伝・告知のために頻繁にゲスト出演しているが、米谷はそれとは別に個人で出演を重ねて、「見学組とほぼ同等」というポジションを得る。2018年に1度、レギュラーメンバーに組み込まれて日直を担当した。米谷は後輩グループが代打パーソナリティを務めたすべての回に出演している。自身の出演、見学がないときにも「ボイ喜利部」に投稿を送るネタ職人でもある。

### ゲスト
ゲストが出演することは年間を通じてもそれほど多くないが、ミュージシャンなどプロモーションを兼ねて出演することがある。メンバーや番組とかかわりのある北野誠やCBCアナウンサーの永岡歩は、飛び入りでゲスト出演することがある。

### 過去の出演者
- 若菜太喜（ - 2016年3月） - BOYS AND MEN脱退により降板。
- 田中俊介（ - 2019年11月） - BOYS AND MEN脱退により降板。
- 土田拓海[注 5]（ - 2021年8月） - BOYS AND MEN脱退により降板。
- 小林豊（ - 2022年４月） - BOYS AND MEN脱退により降板。
- 水野勝（ -  2022年5月）- BOYS AND MEN卒業により降板。

## コーナー
番組開始時は、実際にある学校の活動をモチーフとして、基本的には22時台が「授業」、23時台は「部活動」、0時台は「放課後」という括りの進行であった。次第に週ごとの企画に時間を割くようになって、授業にあたるコーナーは減っていき、以下に挙げる「部活動」として始まったコーナーも「ボイギリ部」以外は行われることは少なくなった。フリートークとメール紹介に「ボイギリ部」や週ごとの企画を交える、という構成に変わっている。2019年のはじめまで続いていたオープニングコーナー「歴史」がなくなったことで、授業という設定のコーナーはすべて終了した。
「部活動」として始まったコーナー
ボイギリ部
大喜利コーナー。弟分グループのメンバーがネタを送ることも多い。
合唱部
『CBCこども音楽コンクール』との連動企画。中学・高校の合唱部を訪れる。このメンバーである本田・平松・吉原は、2016年3月にBOYS AND MENとは別活動となる派生ユニット・第七学園合唱部を結成して、アルバムのリリース、ライブイベント開催・出演などで活動する。
演芸部
土田と酒井直斗がお笑いコンビ「第七学園演芸部」を組み、漫才やコントを披露。2016年と2017年にキングオブコントに出場した。
ヒーロー部
男の憧れであるヒーローを目指し、個人対決で様々な勝負企画に挑戦する。
心理学研究会
心理クイズのコーナー。
演劇部
与えられた設定の人物になり、即興劇を演じる。
文芸部
リスナーから送られてきた語句をランダムに選出し、川柳を完成させる。
軽音楽部
アーティストのゲスト出演やメッセージ出演。当初は「リスナーやメンバーの思い出の曲をエピソードとともに紹介するコーナー」と予定されていたが、その形では進行しなかった。
他
個人コーナー
「水野のののしってください」（水野）
「水野のコネタ」（水野）
「シルバーナイト田中」（田中）
「本田セレクト 少女漫画の名言」（本田）
「イイ声部」（吉原）
「恋するウサギちゃんの素朴なお悩み相談室」（小林）
「タムタムのくだらないお悩み相談室」（田村）
「ハモリ部」（田村）
「辻本達規のタイトルコール選手権」（辻本）
他
外回り中継企画
「土田探検隊」（土田）
「進撃の勇翔」（勇翔）
「辻本タッチアンドゴー」（辻本）
他
その他
ヤンキーネーム選手権
リスナーのヤンキーネームを勝手に決めるコーナー。リスナーから現在のヤンキーネーム・年齢・特徴(趣味・好きなもの等)を送ってもらい、メンバーがそれを読んで思いついたらとにかく発表する。それをADが独断と偏見で判断し、ベルがなったらそのヤンキーネームに決定する。

### 終了したコーナー
授業コーナー
歴史：過去の放送翌日の日付にあった歴史的な出来事や、その日付が誕生日である人物の名言などを学ぶ。
社会：ニュースや話題の出来事を学ぶ。
保健：女性向けウェブサイトのニュースやリアルタイムで募ったリスナーからのアンケート調査結果などから、女性の気持ちを学ぶ。
国語：リスナーから送られた「大切な人宛ての手紙」を代読する。
ボイメンマップ（ちずコレ部）
アプリ「ちずコレ」とのコラボレーション。女性リスナーから指名を受けたメンバーが、生電話で妄想デートを繰り広げる。「ちずコレ」のサービス終了に伴いコーナーも終了した。（ - 2016年3月）
女子力アップ委員会
近鉄パッセ提供。メンバーが女子に勧めたい洋服や浴衣、水着などについて語る。実際に近鉄パッセを取材するロケも行った。（2014年夏）
給食
最新の学校給食事情を学んだり、給食にまつわる思い出を募ったりする。ドミノ・ピザ協賛。（2015年春）
男電話
男性リスナーとの電話コーナー。（2015年春）
今週の宿題
リスナーからの要望に応じた写真をGoogle+に掲載する。
ボイメン占い
出演メンバーがくじを引き、「大吉」「中吉」「小吉」を選ぶ。大吉を引いたメンバーが「今週のラッキーアイテム」を発表する。

### 『ナガオカ×スクランブル』との連動
この番組と同じ時間枠の火曜日から金曜日のワイド番組として始まった『ナガオカ×スクランブル』の番組コラボ。2014年12月8日から11日放送の本番組および『ナガオカ×スクランブル』内で、永岡と吉原・水野・田村・田中がラジオドラマで共演した「男と男のショートストーリー」が放送された

## Ustream
2015年から2017年の間は、番組放送開始の30分前からUstreamで配信を行うことが恒例であった。出演したのは主に見学組であった土田・平松・勇翔・若菜らが中心。見学組には「ザコ共和国」という通称があり、さらに勇翔はそこにも属さない「勇翔自治区」と称している。米谷や中原聡太、佐藤匠などBOYS AND MEN研究生のメンバーが出演したこともある。

## 内包番組
- lol-エルオーエル- hibikiのヒビスタグラム（2016年10月3日 - 、0:00 - 0:10頃） - パーソナリティ：hibiki（lol）

### 過去の内包番組
- 中日新聞ニュースと天気予報（2014年3月31日 - 9月、23:00 - ）
- CBC iShopラジオショッピング（2014年3月31日 - 9月、23:55頃 - ）
- 藤原倫己のチョアチョア!KOREA（2014年3月31日 - 2016年3月21日、23:30頃 - ） - パーソナリティ：藤原倫己
- Jam9のラブユニバ!!?（2016年度 - 2019年度の上半期〈3月最終週または4月第1週から、9月最終週の間〉、23:30 - 23:40頃） - パーソナリティ：Jam9

## 関連商品
番組は、開催したイベントの舞台裏をディレクターが撮影した映像をメインとしたDVDをリリースしている。第七学園合唱部は、ミニ・アルバム『チキン』と、ライブDVD2作をリリースしている。これらはすべて、CBCラジオの自社レーベルであるAR Recordsから発売された。
番組DVD
1. 『「はい、みんなが盛り上がるまでに5分かかりました。」の舞台裏、からの「あの1位発表のシーンをもう一度!」』（2016年3月28日）
2016年1月6日に総合文化センターアイリス大ホールで開催した番組イベントの楽屋映像を中心としたDVD[18]。
2. 『くっしー先生は見た！BOYS AND MEN栄第七学園男組「私関係ないと思っているヤツ、みんなのライブだぞ!」の舞台裏、からの前回、彼に断られた「あの企画」をやってみた。』（2017年）
2017年3月6日に日本特殊陶業市民会館フォレストホールで開催した番組イベントの楽屋映像を中心としたDVD。
3. 『くっしー先生は見た！BOYS AND MEN栄第七学園男組「旅立ちの時。僕達、私達は卒業しませんが、ザコ共和国からは卒業する人がいますライブ。」の舞台裏、からの疑惑の申告を検証してみた件。』（2018年）
2018年1月29日にZepp NAGOYAで開催した番組イベントの楽屋映像を中心としたDVD。
4. 『またまたくっしー先生は見た！BOYS AND MEN栄第七学園男組「バレンタイン直前、気になるあのコからまだチョコもらってないから授業(ライブ)が終わったあとも教室(会場)に残ってみようかな ライブ。」の舞台裏、からのあのメンバーは変わってしまったのかを検証してみた件。』（2019年）
2019年2月4日にZepp Nagoyaで開催した番組イベントの楽屋映像を中心としたDVD。

第七学園合唱部
- ミニ・アルバム『チキン』（2016年）
- ライブDVD『第七学園合唱部 第一回定期演奏会』（2017年）
- ライブDVD『第七学園合唱部 第二回定期演奏会』（2017年）